# Leonardo Kourchenko
Leonardo Kourchenko Barrena es un periodista, reportero, conductor, columnista, locutor y escritor mexicano de ascendencia ucraniana.

## Biografía
Es egresado de la Universidad Iberoamericana.
Como corresponsal extranjero realizó múltiples entrevistas a los principales Jefes de Estado y Presidentes del mundo. Inició en Canal Once, después trabajó para la empresa Televisa y fue director de Empresa de Comunicaciones Orbitales, posteriormente laboró en Galavisión, en W Radio y en El Financiero.

## Obra
- El desafío del maestro en el Siglo XXI coautor junto a José Pedro Landaverde.

## Premios
- Premio Nacional de Periodismo, 2005.
- Premio José Vasconcelos, 2014.[2]